# BMW 7 시리즈

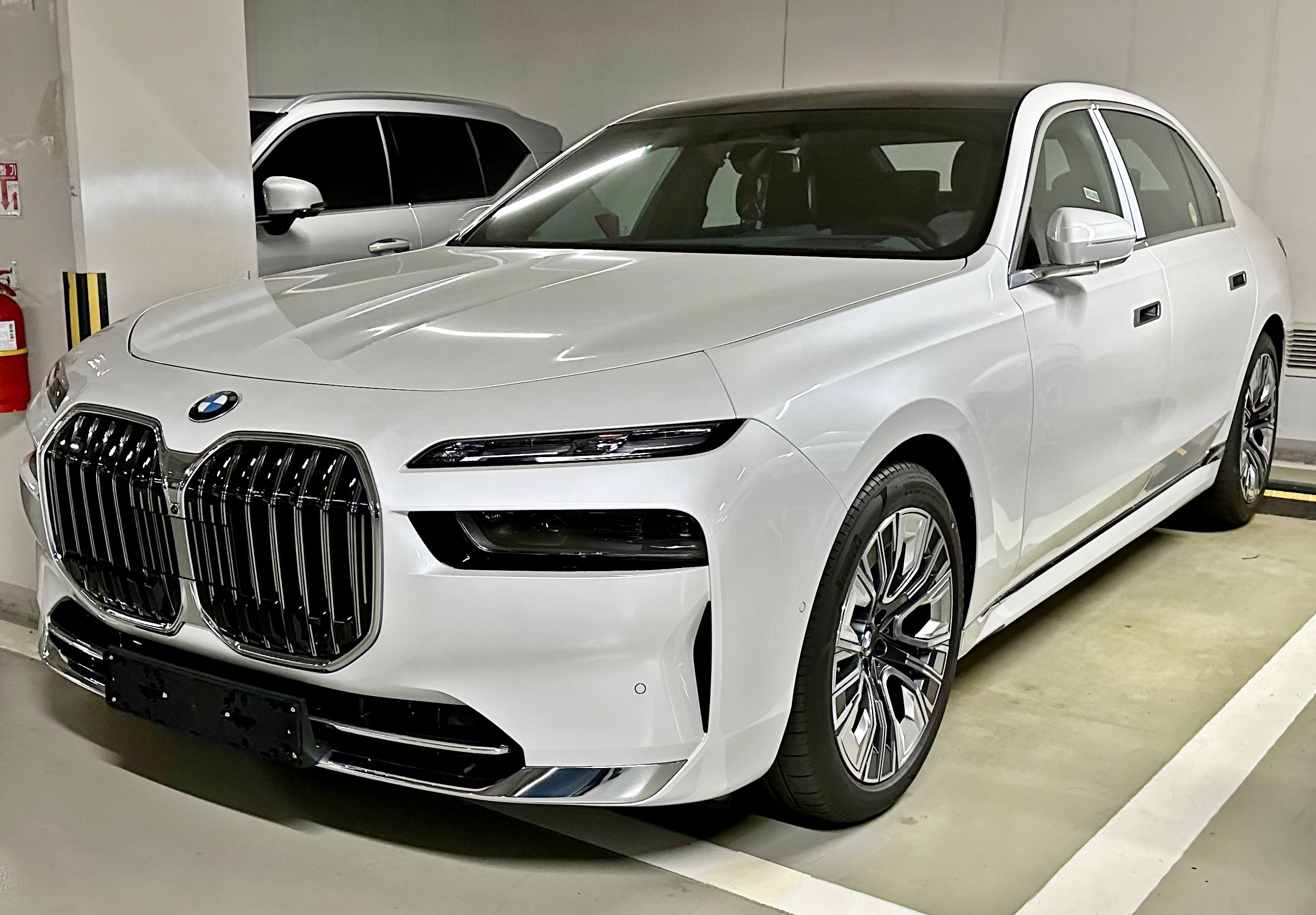
7 시리즈 정측면

BMW 7 시리즈(BMW 7 Series)는 독일의 자동차 회사인 BMW의 후륜구동 대형 세단으로, F 세그먼트에 속한다. BMW의 기함급 플래그십 세단이다.

## 1세대(E23)

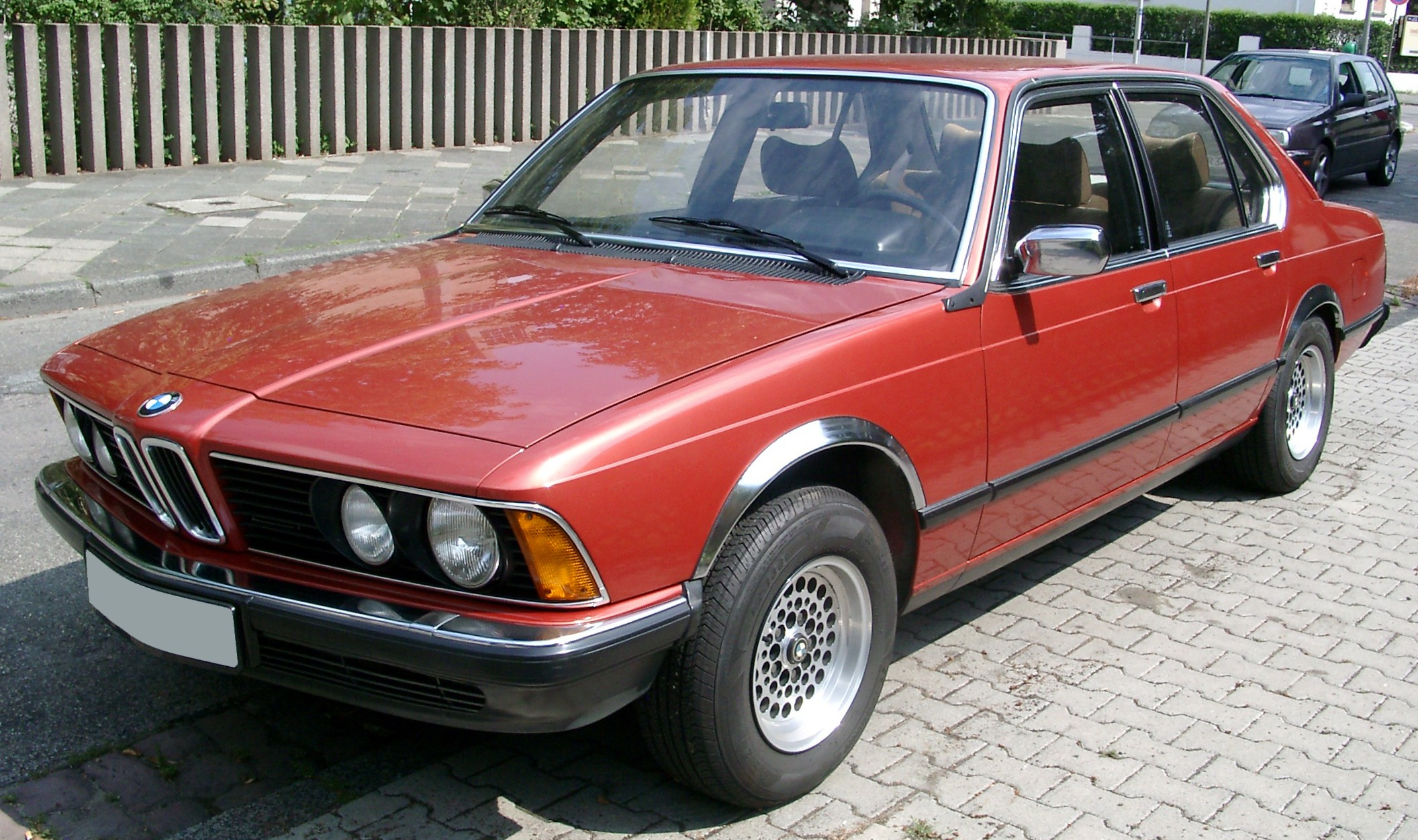
BMW 7 시리즈(전기형) 정측면

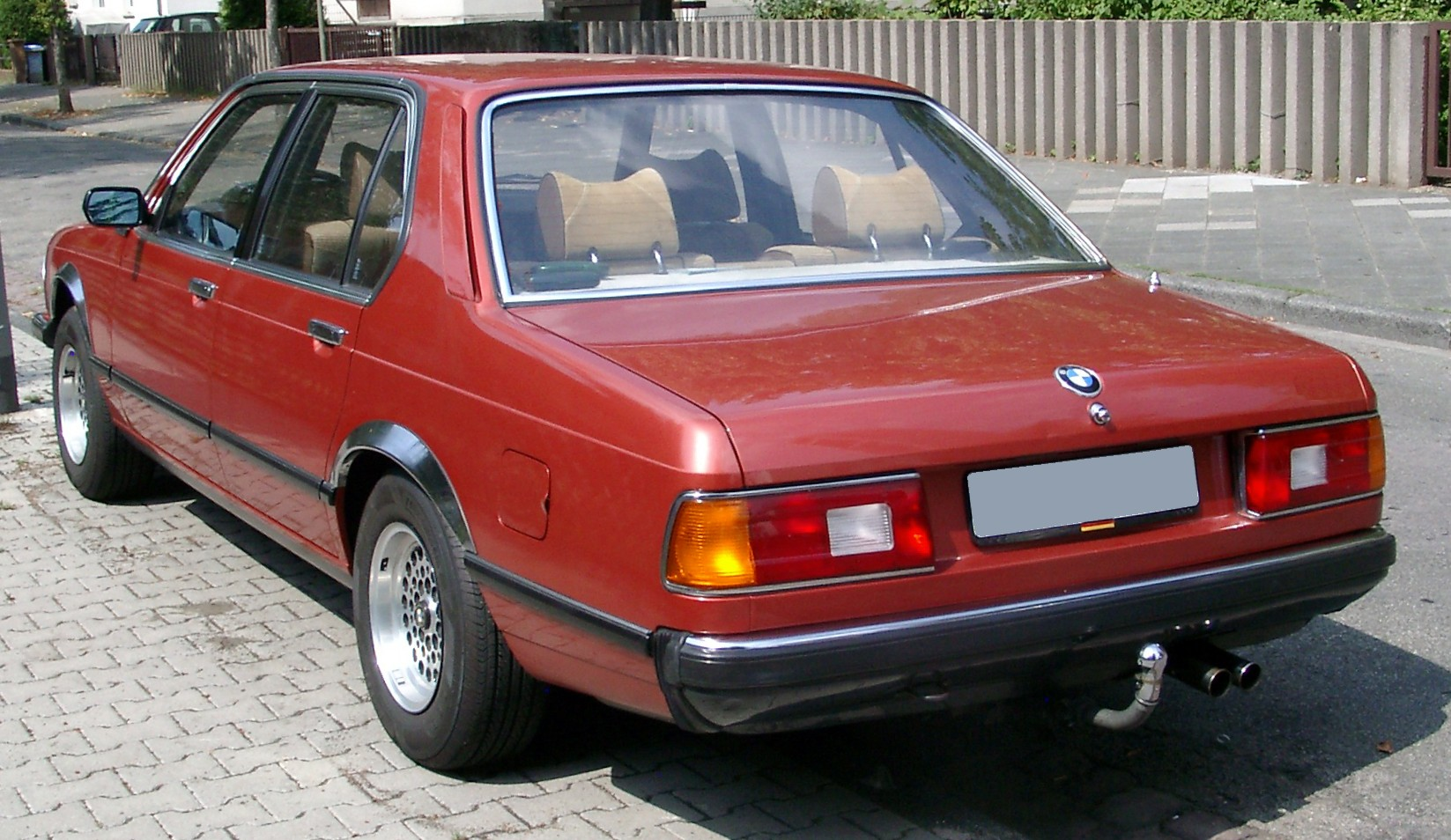
BMW 7 시리즈(전기형) 후측면

BMW의 새로운 네이밍 방식을 통해서 5 시리즈와 3 시리즈가 나왔고, 1977년에 나온 7 시리즈 또한 이러한 방식에 의해 만들어진 차명이다. 7 시리즈의 출시를 통해서 BMW는 소형, 중형, 대형으로 이어지는 기본적인 라인업을 구축하였다. 2.5L 직렬 6기통 147마력 가솔린부터 3.5L 272마력 가솔린까지 다양한 엔진 라인업을 구축하였으며, 여기에 4단 및 5단 수동변속기, 3단 및 4단 자동변속기 등 변속기 라인업마저 다양했다. 1986년까지 오랫동안 생산되었으며, 누적 판매 대수는 285,029대이다.

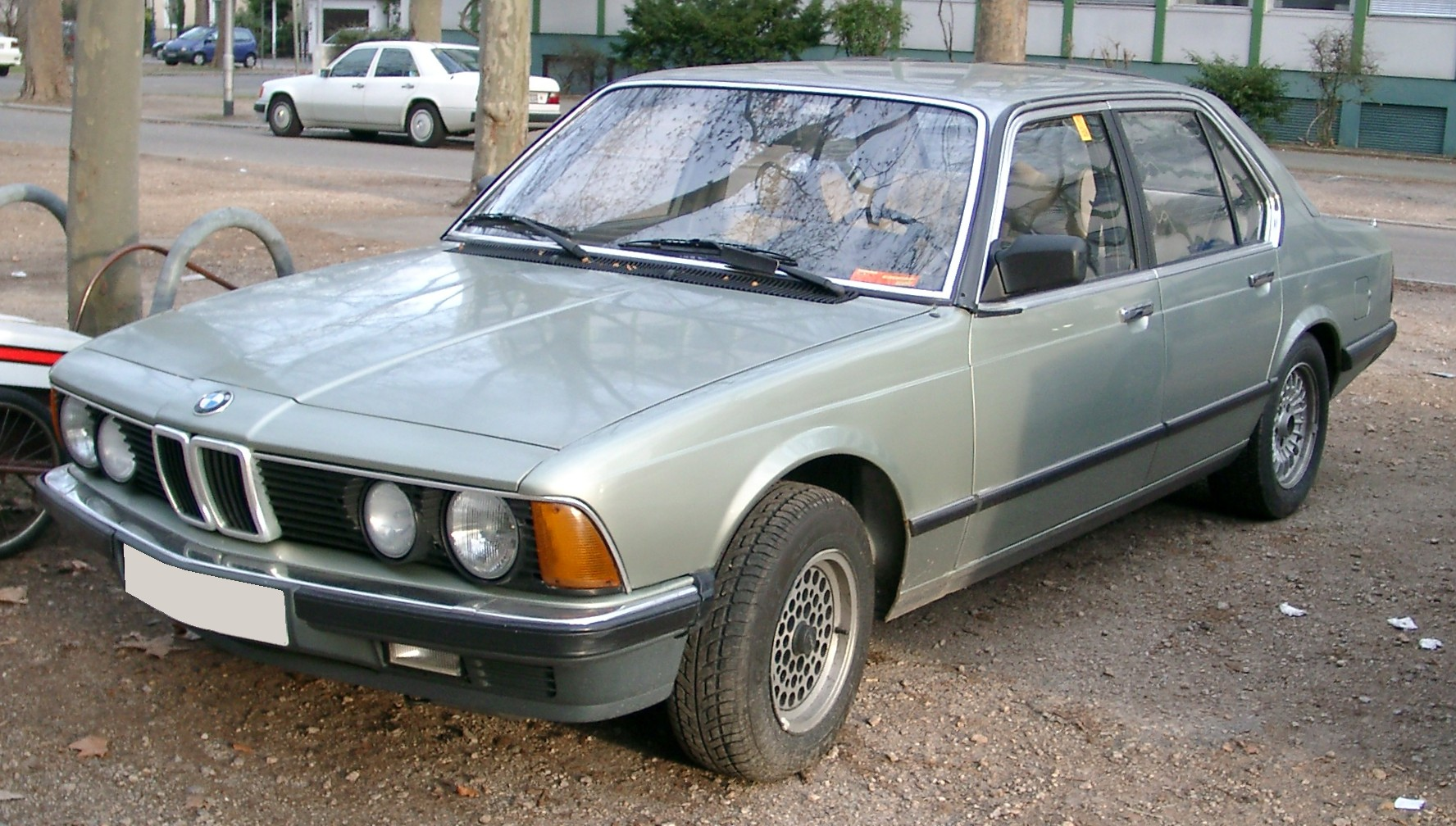
BMW 7 시리즈(후기형) 정측면
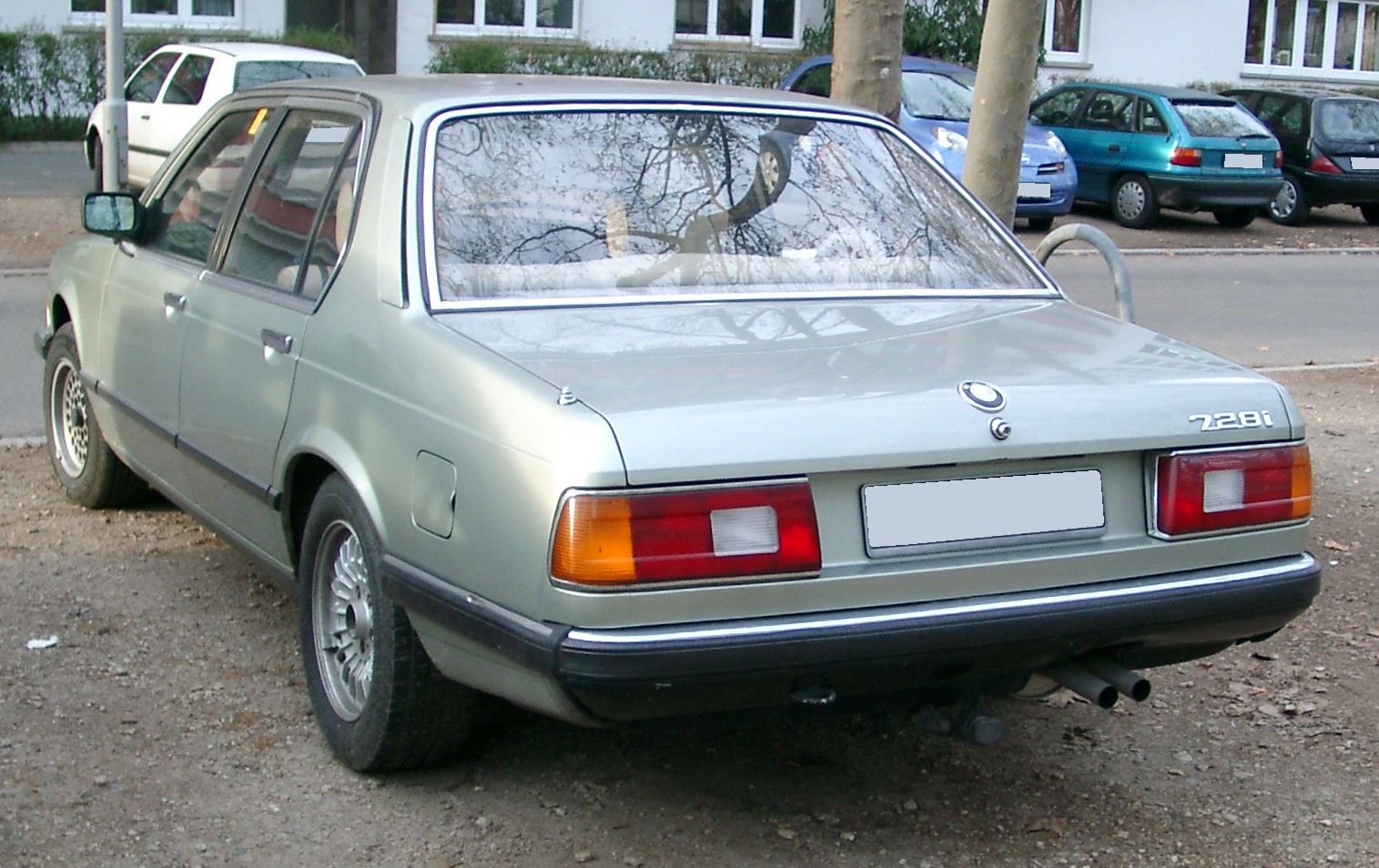
BMW 7 시리즈(후기형) 후측면

## 2세대(E32)

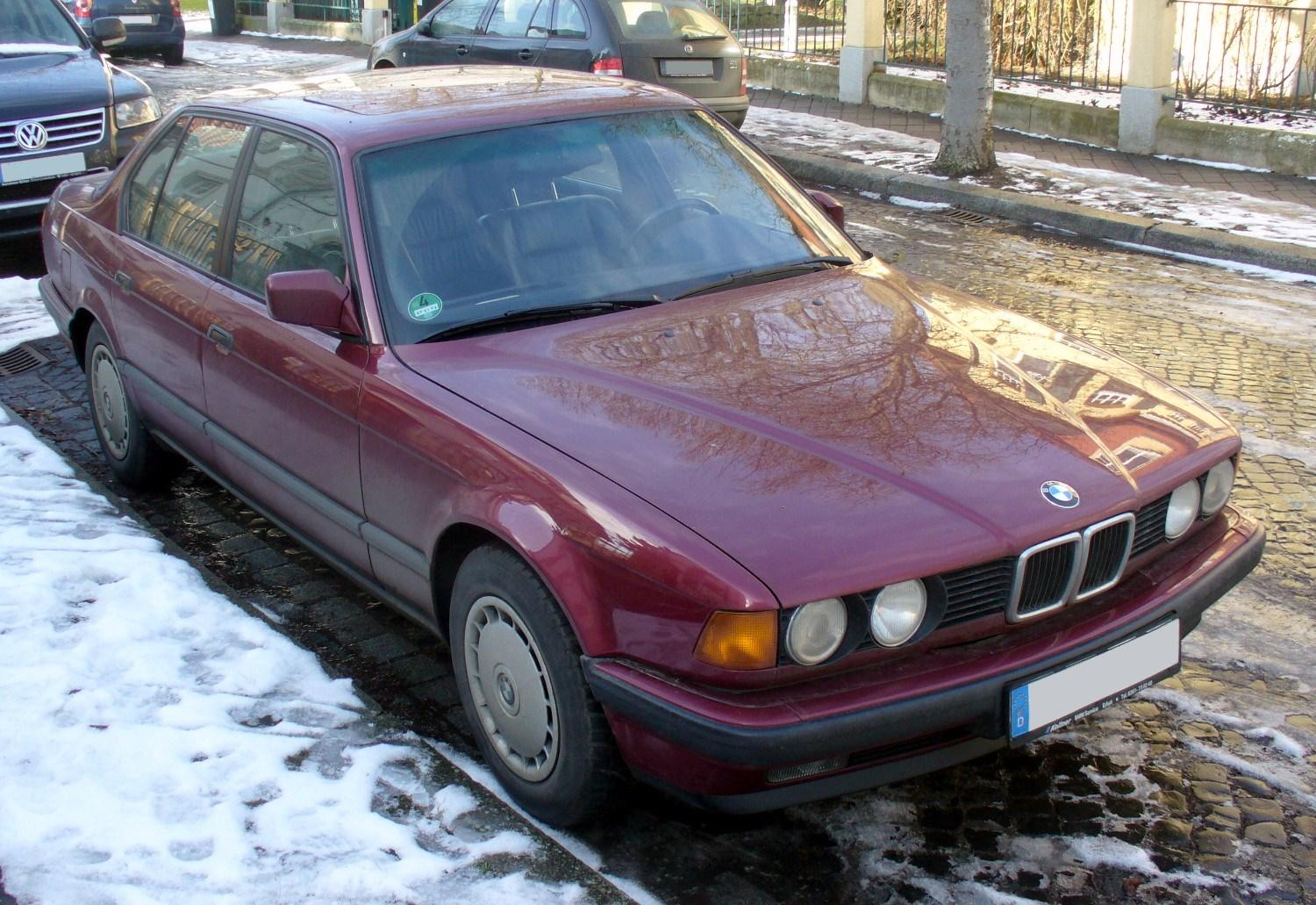
BMW 7 시리즈 정측면

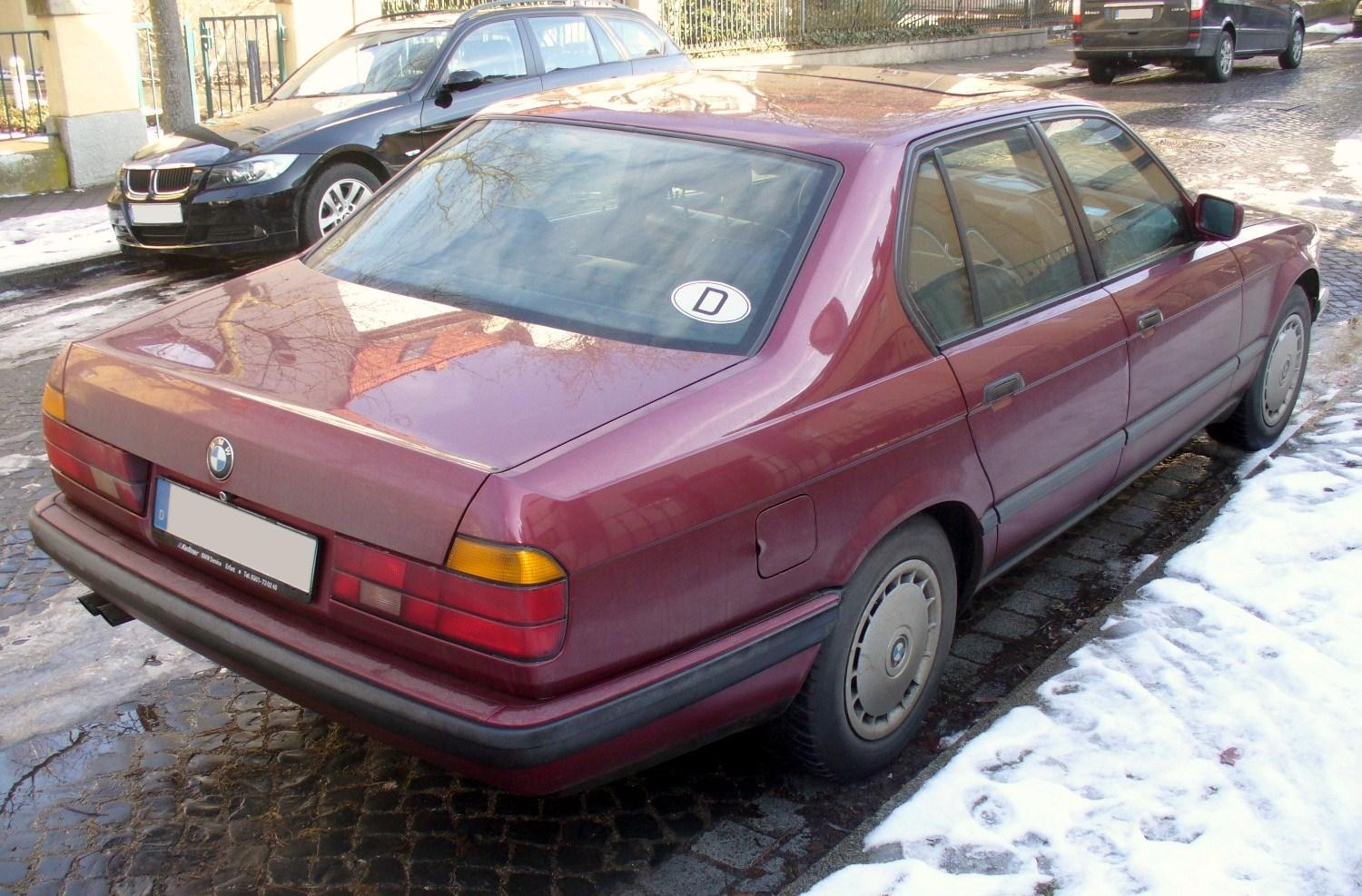
BMW 7 시리즈 후측면

1세대에 비해서 더 날렵하고, 세련된 차체를 지녔다. 출시 1년 후인 1987년에는 BMW 역사상 최초로 300마력 V12 5.0L SOHC 엔진(M70형)을 적용했다. 또한 BMW에서 시도한 프로토 타입의 골드피쉬 V16 6.6리터 엔진을 잠시 장착하여 프로토타입으로 테스트한 이력이 있으며, 냉각계 강화를 위해 트렁크 방향에 대형 공기흡입구를 설치했다. 767i 골드 피쉬라 불린 이 차량은 BMW 엔지니어들의 가능성을 보여준 프로토타입이었으나, 실제 양산으로는 이어지지 못했다. 키드니 그릴이라고 불리는 라디에이터 그릴은 6기통 엔진 사양은 폭이 좁은 것이 달렸고, V8과 V12 엔진 사양은 폭이 넓은 것이 적용되었다. 기본 트림인 730i보다 2배 더 높은 가격을 지닌 최고급 트림인 750iL 하이가 있었는데, 당시 차량 가격이 유로화 기준으로 10,000 유로였다.
1987년에 대한민국의 수입차 시장이 개방된 후 2세대부터 코오롱상사를 통해 수입되기 시작했으며, BMW가 대한민국 법인을 세워 직판 체제를 갖춘 이후에도 코오롱이 공식 딜러들 중 하나로 지정되어 있다. 1994년까지 생산되었다.

## 3세대(E38)

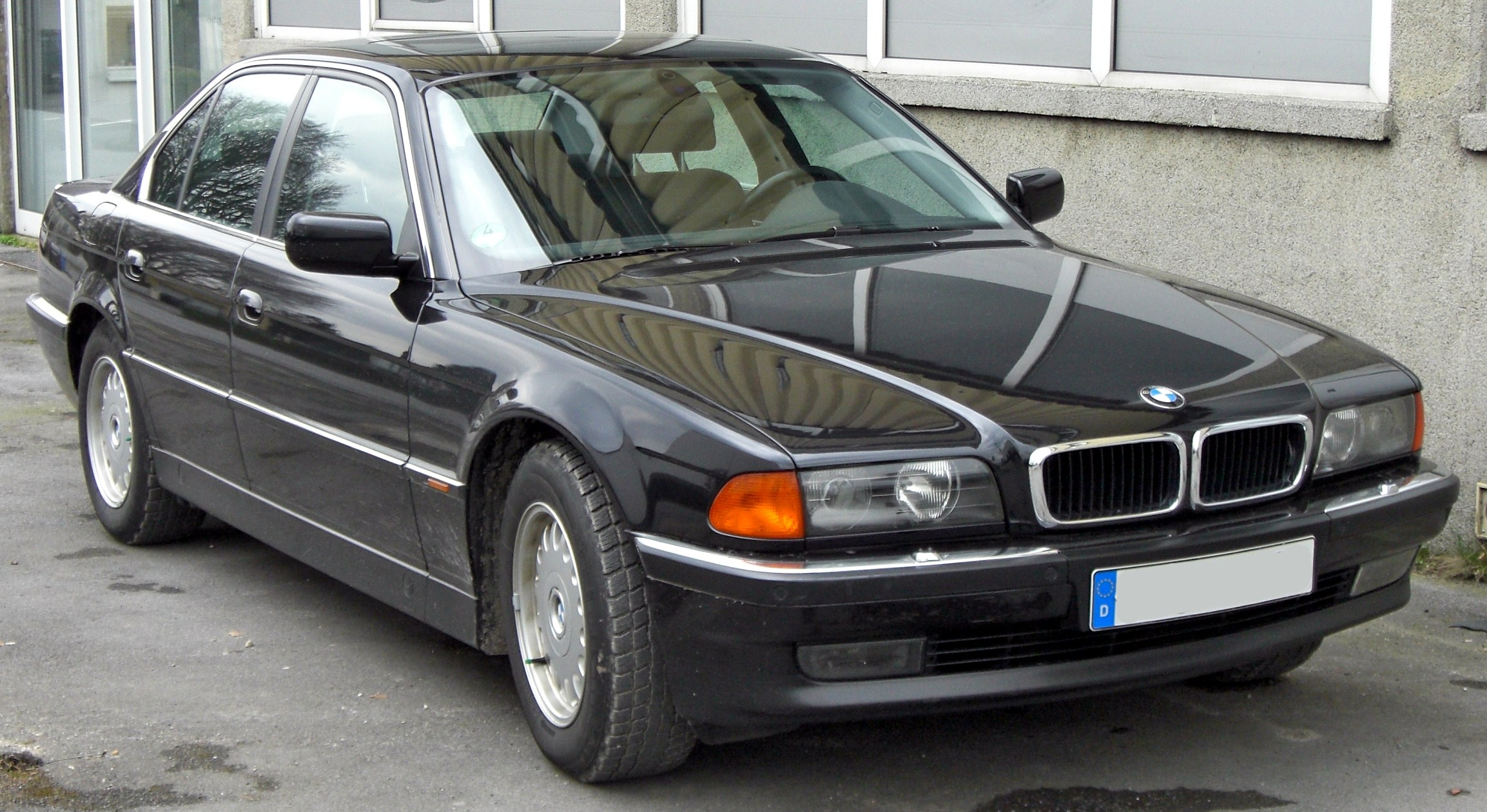
BMW 7 시리즈(전기형) 정측면

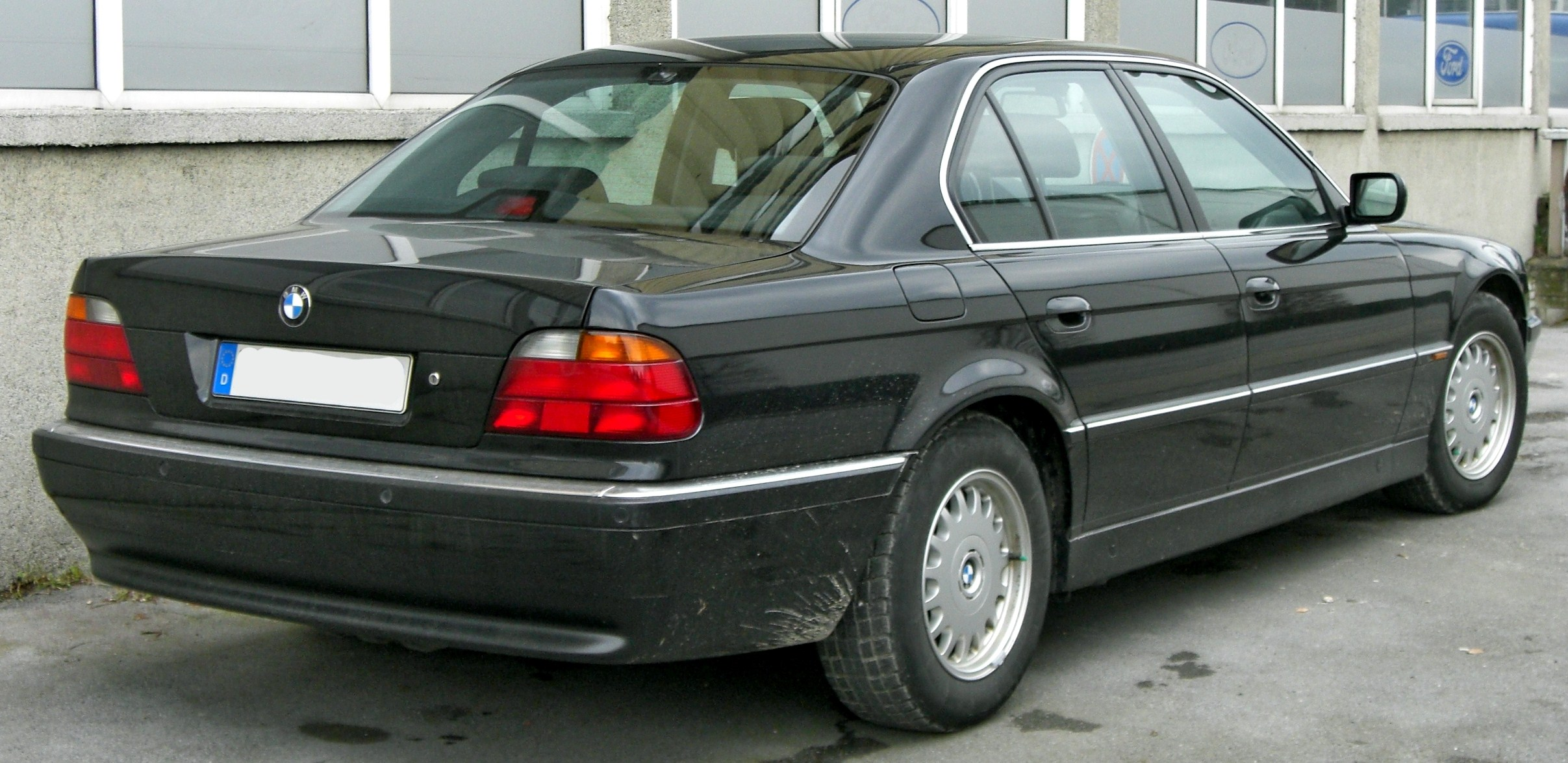
BMW 7 시리즈(전기형) 후측면

1994년 2월에 출시되었다. 공기저항계수는 0.30Cd로 매우 다이내믹하면서 날렵하였으며, 안락함과 안정성, 혁신적인 기술이 돋보였다. 이 때 V12 SOHC 엔진(M73)의 배기량은 5.4L까지 올랐으며, 최고 출력은 326마력을 자랑했다. 또한 1998년에는 3세대를 베이스로 한 리무진 모델인 L7이 나왔다. L7은 미국, 아시아 시장을 공략하는 롱 휠베이스 리무진 차량이였다. 전기형과 후기형은 앞 라이트 모양이 다르다. 7시리즈 역사상 최후의 수동변속기 장착 차량이기도 하다. 2001년까지 생산되었다. 대한민국에는 1994년부터 정식 수입되어 2002년 초까지 판매되었다. 역대 7시리즈 중 다수의 영화에 출연하였는데, 대표적으로 트랜스포터 시리즈 1편에서 주인공 제이슨 스테이섬이 타고 나온 차량이다. 해당 차량은 수동변속기를 장착한 735i인데, 영화에서는 750i의 엠블렘을 달고 있다.

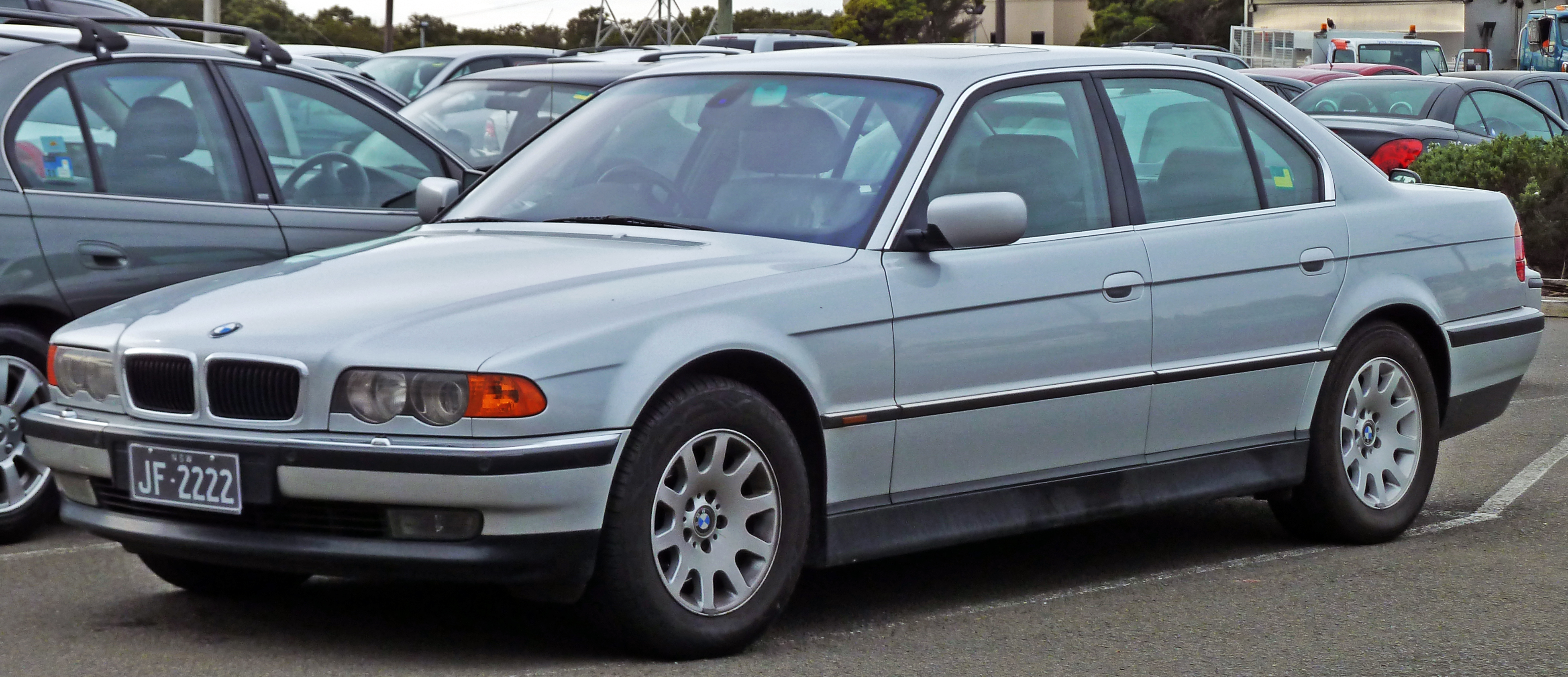
BMW 7 시리즈(후기형) 정측면
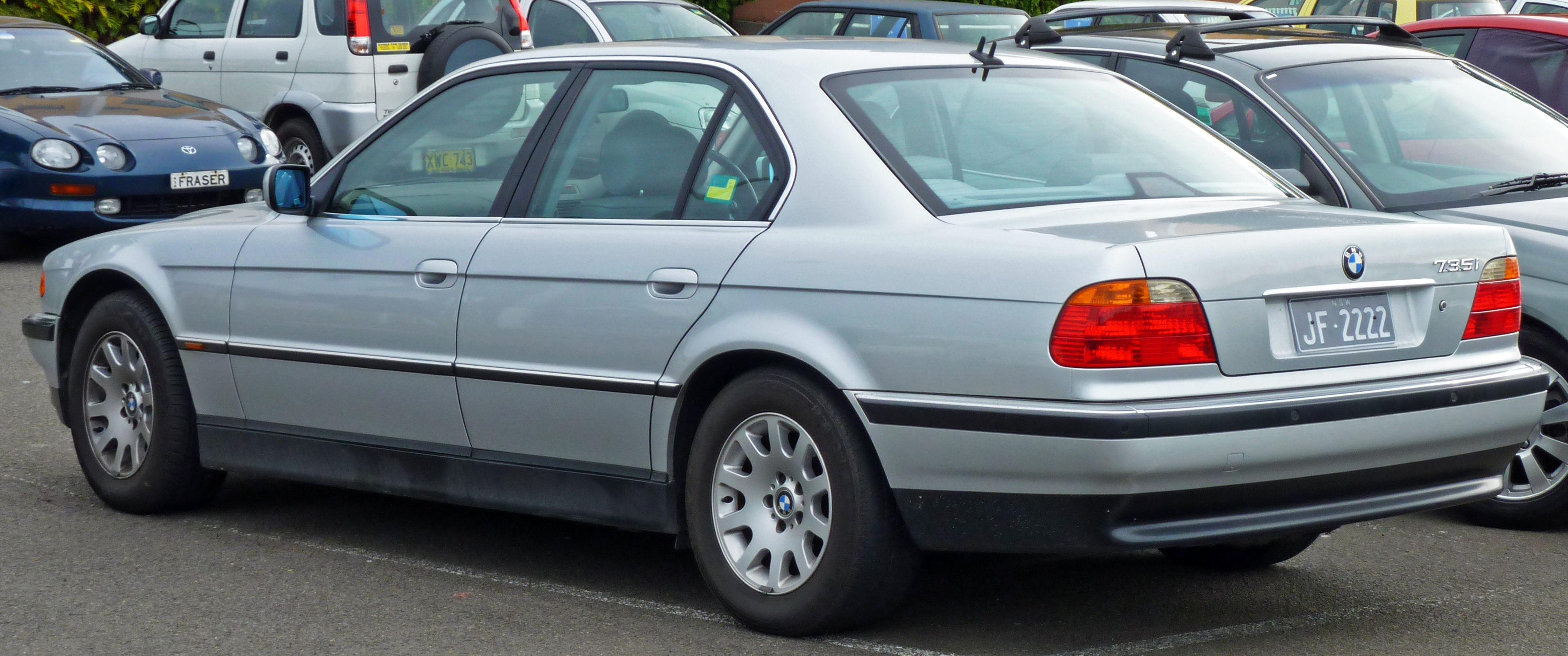
BMW 7 시리즈(후기형) 후측면

## 4세대(E65/E66/E67/E68)

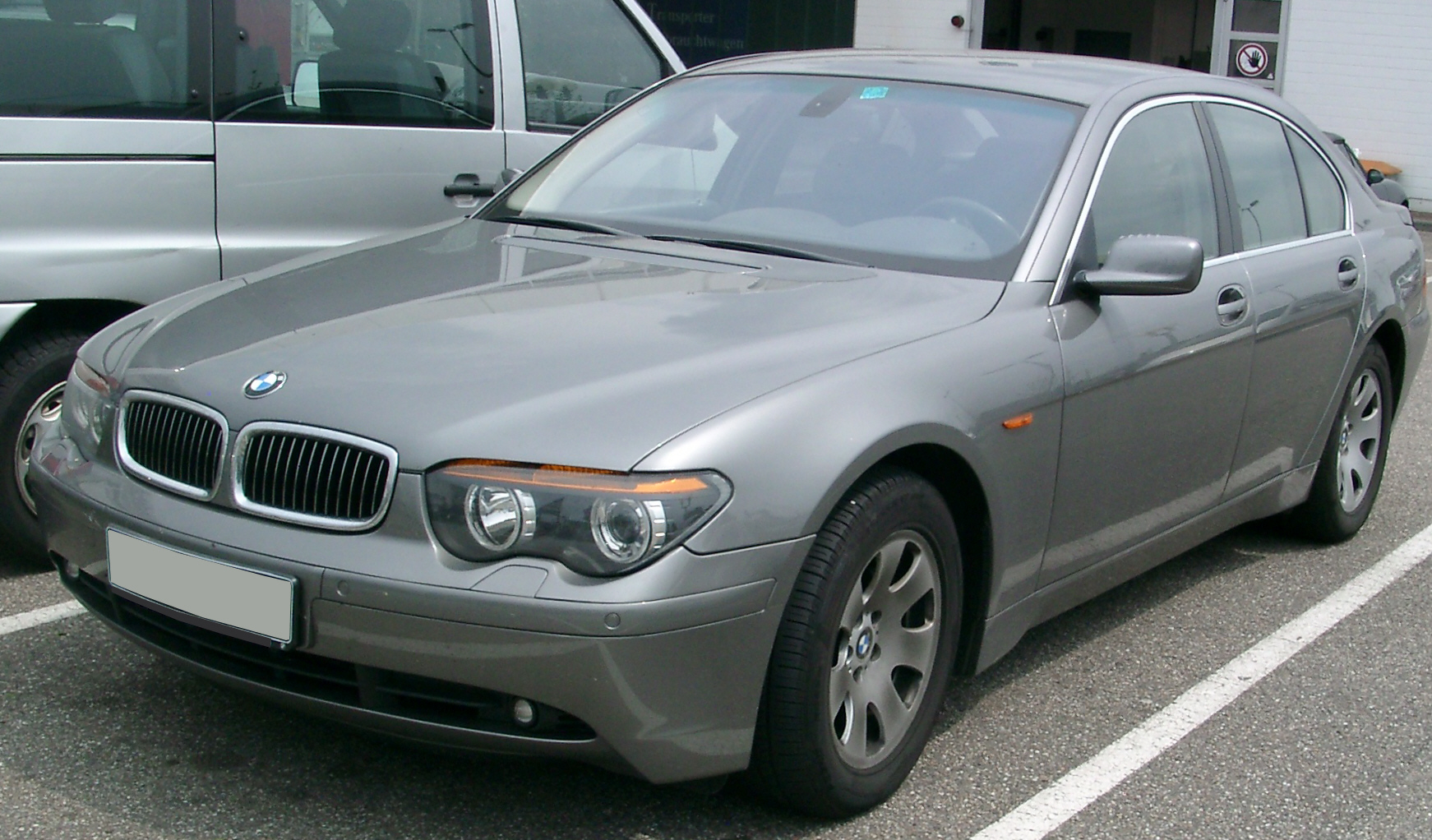
BMW 7 시리즈(전기형) 정측면

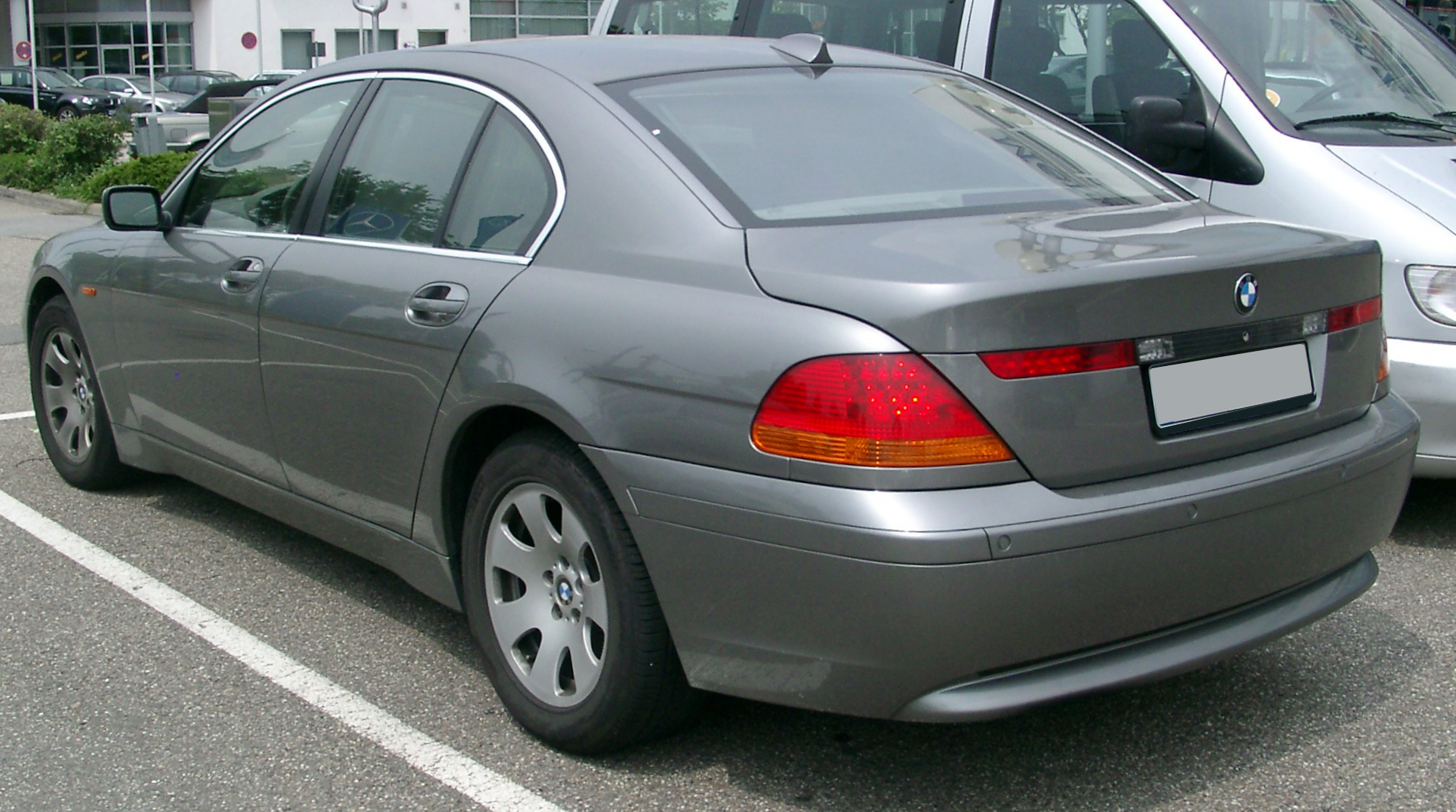
BMW 7 시리즈(전기형) 후측면

2001년에 선보였다. 코드 네임 중 E65는 숏 바디 사양, E66는 롱 바디 사양, E67은 방탄 사양, E68은 하이드로젠(수소 내연 기관) 사양이다. 3세대보다 크기가 확대되었지만, 더욱 낮아진 0.29Cd의 공기 저항 계수와 수석 디자이너였던 크리스 뱅글이 디자인한 파격적인 디자인이 돋보였다. i-Drive와 세계 최초의 무릎 에어백 등 첨단 사양이 적용되었다. 2005년에는 페이스리프트를 통해서 일부 디자인과 엔진이 바뀌었다. 컬럼 시프트 타입 6단 자동변속기가 장착되었으며, 위아래로 조작하고 P버튼을 눌러서 주차하는 방식이다. 이후 경쟁 차량인 메르세데스-벤츠 S 클래스도 컬럼식 자동변속기를 채택했으며, 조작하는 방식도 같다. V12 엔진은 M73형 326마력 5.4L SOHC 자연흡기 엔진에서 N73(B60)형 445마력 6.0L DOHC 가솔린 직접분사 자연흡기 엔진으로 변경됐으며, 수소 사양도 V12를 기반으로 했다.

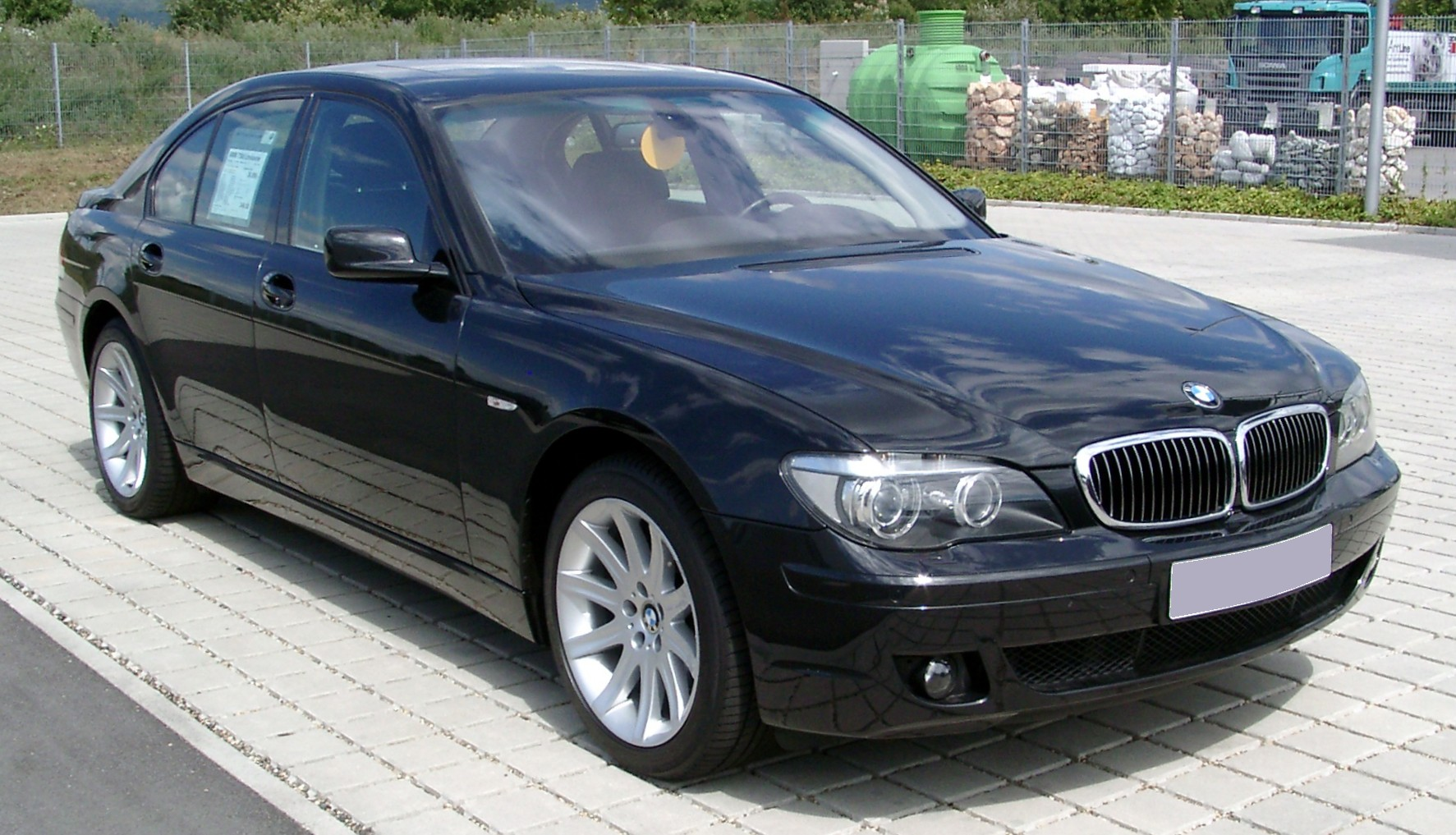
BMW 7 시리즈(후기형) 정측면
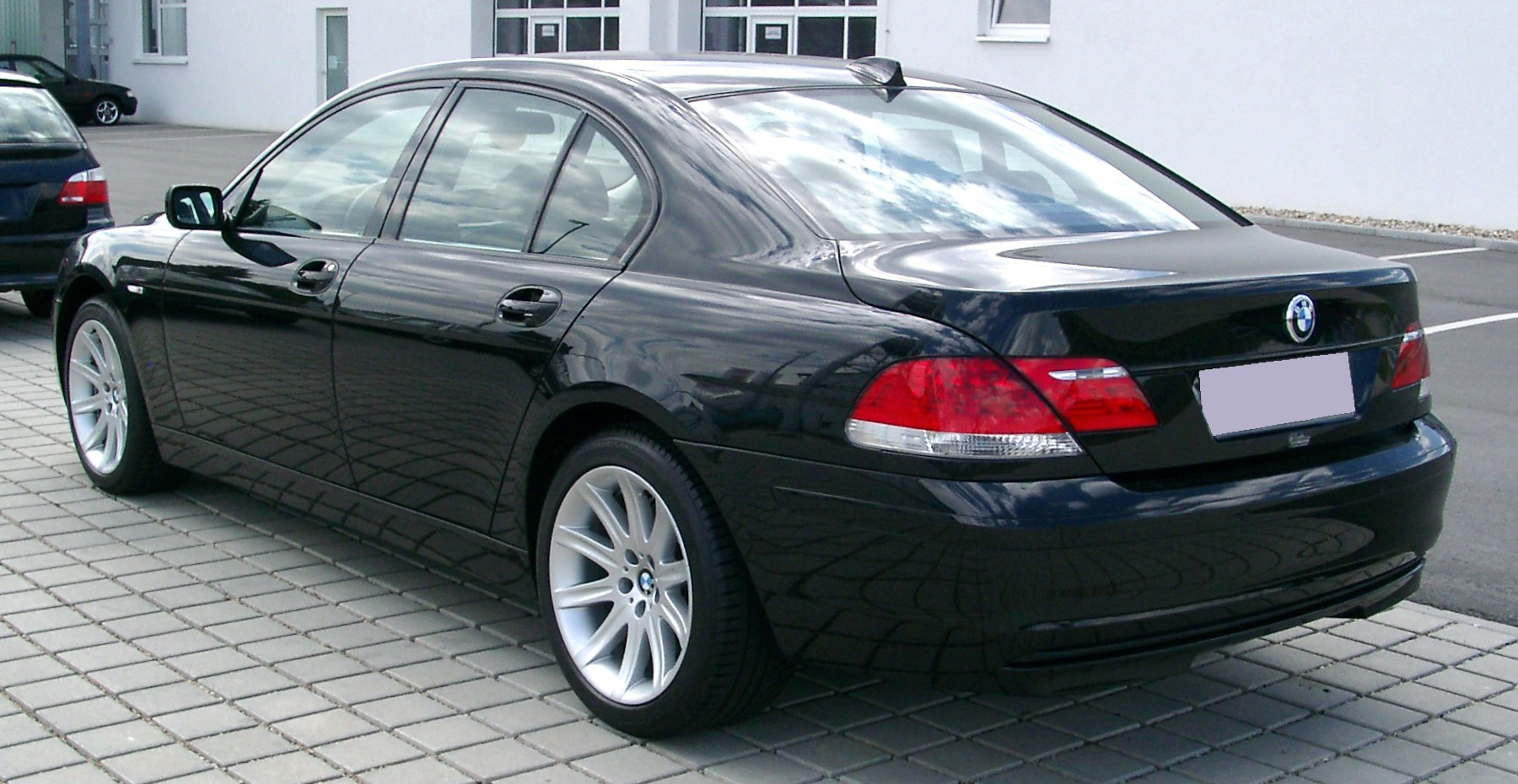
BMW 7 시리즈(후기형) 후측면

## 5세대(F01/F02)

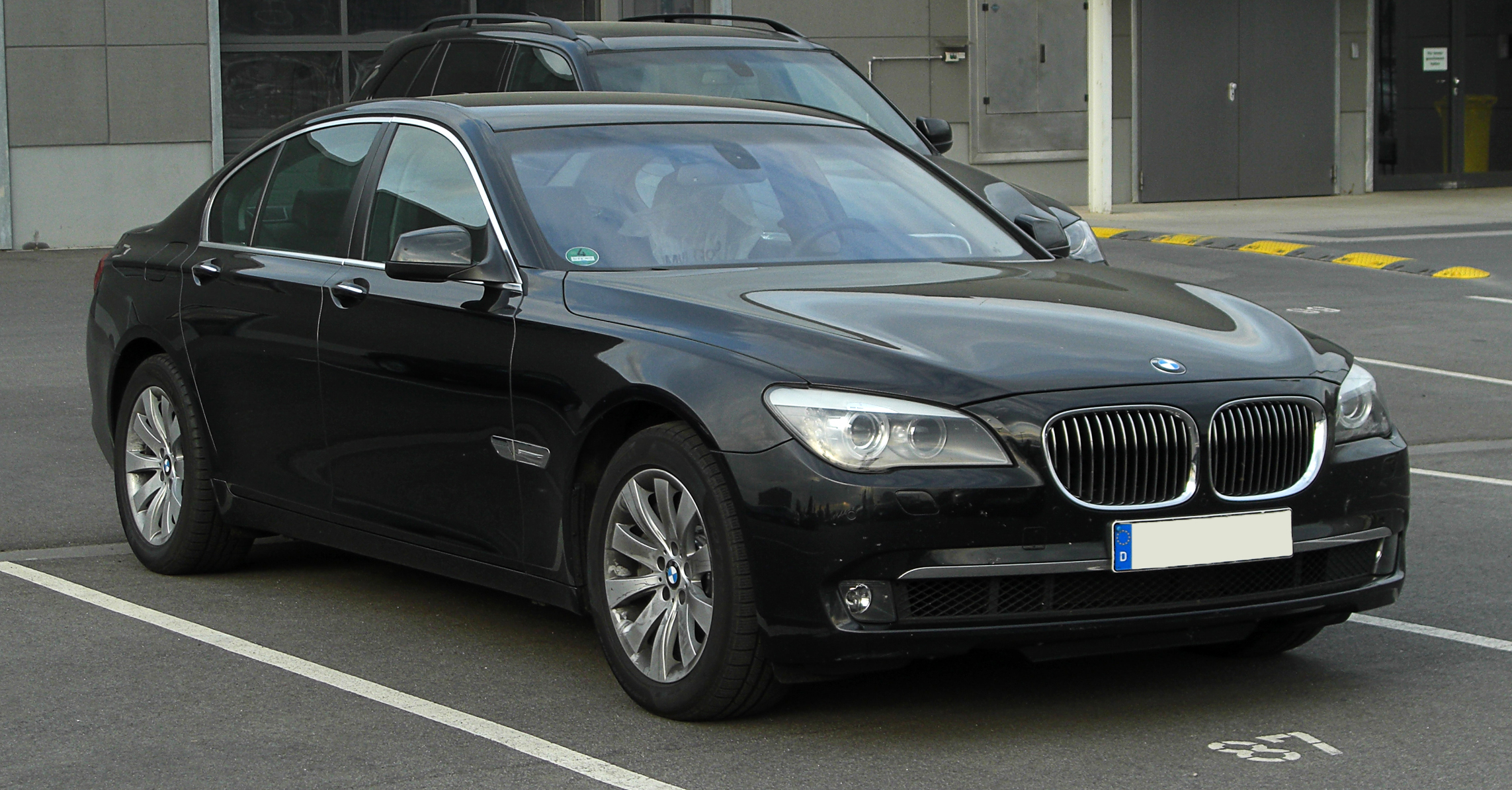
BMW 7 시리즈(전기형) 정측면

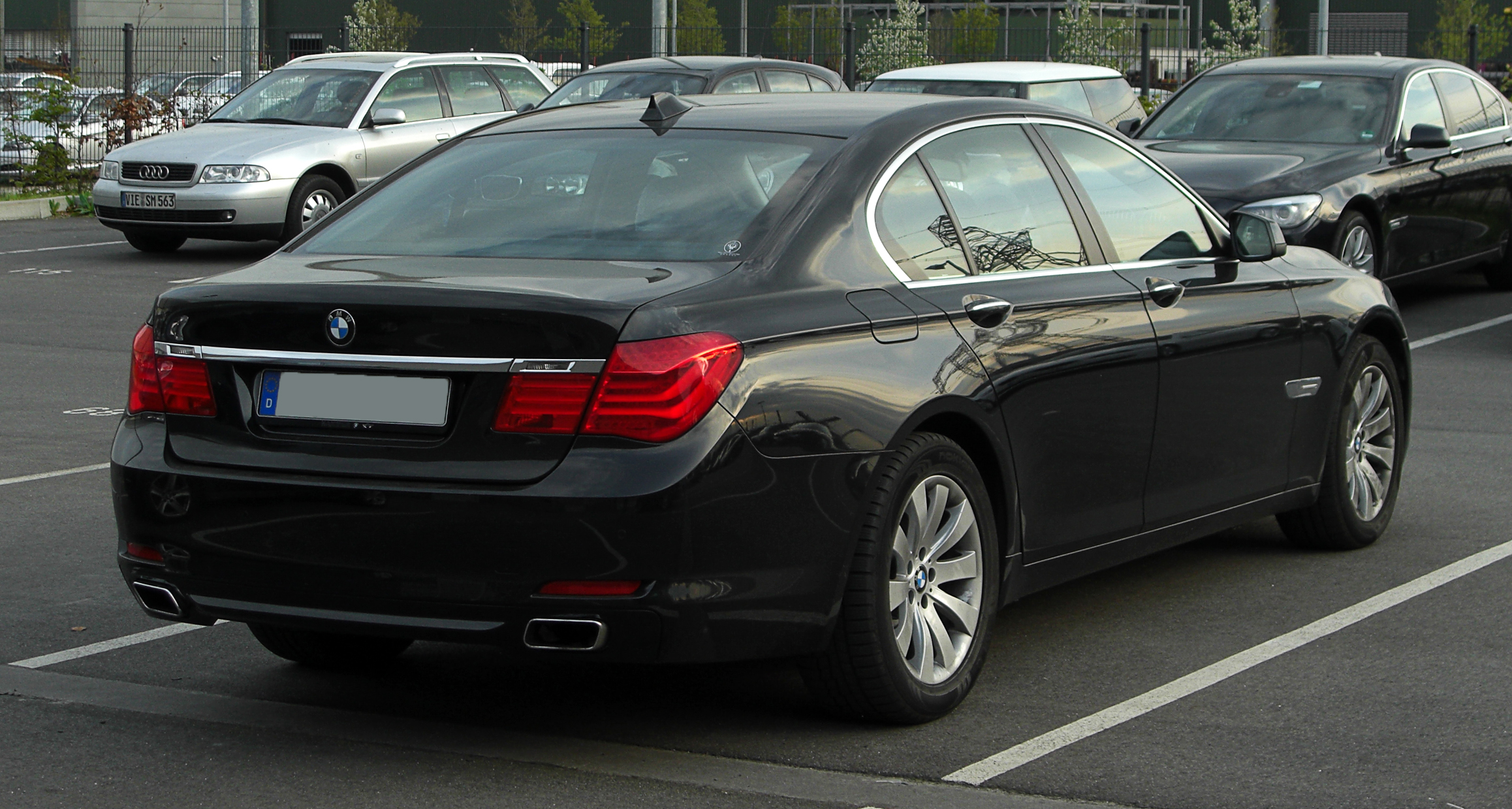
BMW 7 시리즈(전기형) 후측면

2008년에 풀 모델 체인지와 함께 코드명도 E+숫자에서 F+숫자로 변경되었으며, 코드 네임 중 F01은 숏 바디 사양, F02는 롱 바디 사양이다. 새로운 엔진과 한층 가볍게 설계된 차체, 혁신적인 서스펜션 기술을 통하여 최고의 역동적인 주행을 실현하며, 배기가스와 연료 소비량을 현저하게 줄였다. 블랙 패널 테크놀로지를 사용한 디스플레이 화면과 전자식 변속 레버를 중앙 콘솔에 장착해서 운전자의 편의를 극대화시켰다. 4세대에 달린 컬럼 시프트 타입의 자동변속기는 플로어시프트 타입으로 돌아왔으며, 이 때부터 조이스틱 모양의 레버를 이용하기 시작했다. V12 엔진을 포함한 모든 라인업에 터보차저가 탑재된다. 2012년에 페이스 리프트를 거치며, 모든 트림에 ZF의 8단 자동변속기를 적용하였다. 대한민국에서는 페이스리프트와 동시에 740d xDrive 트림도 추가되었고, 2013년 현재 740Ld를 제외한 모든 트림이 수입되어 폭 넓은 라인업을 형성하고 있다.
760Li에 장착한 N74형 V12 6.0리터 가솔린 트윈터보 엔진(B60)은 이후 실린더 용량을 늘려서 6세대 M760Li, 롤스로이스 고스트(이상 B66, 6.6리터), 롤스로이스 팬텀, 롤스로이스 컬리넌(이상 B68, 6.8리터)에 폭넓게 이용되고 있다.

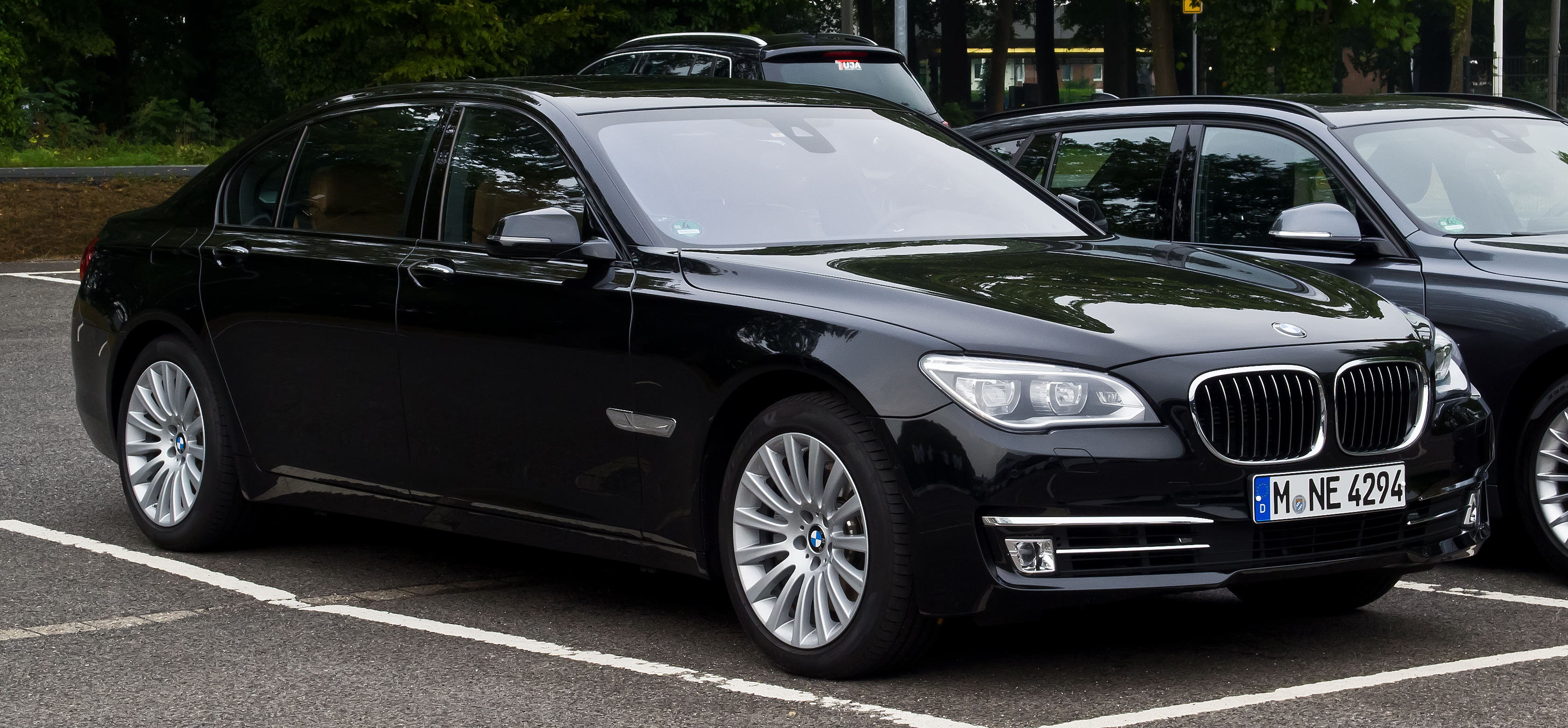
BMW 7 시리즈(후기형) 정측면
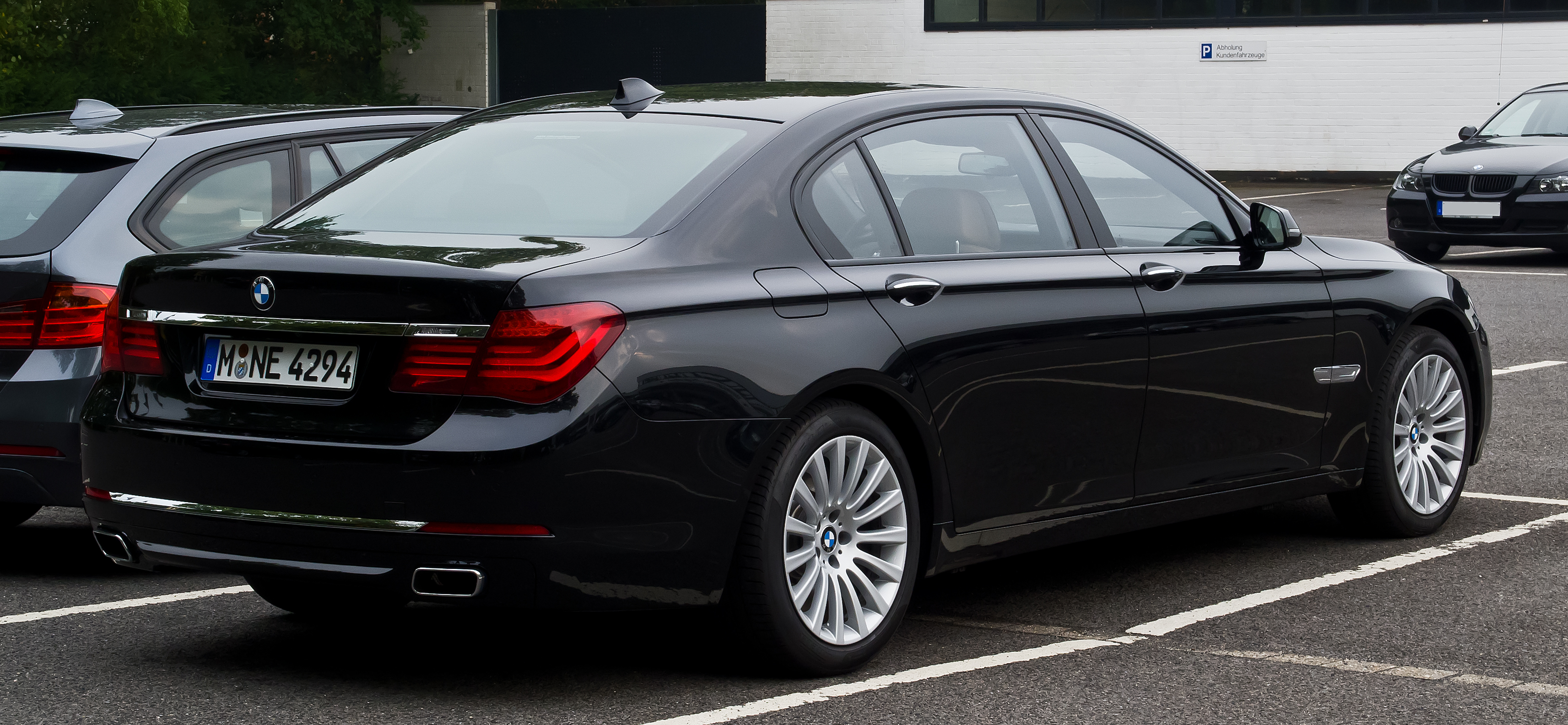
BMW 7 시리즈(후기형) 후측면

## 6세대(G11/G12)

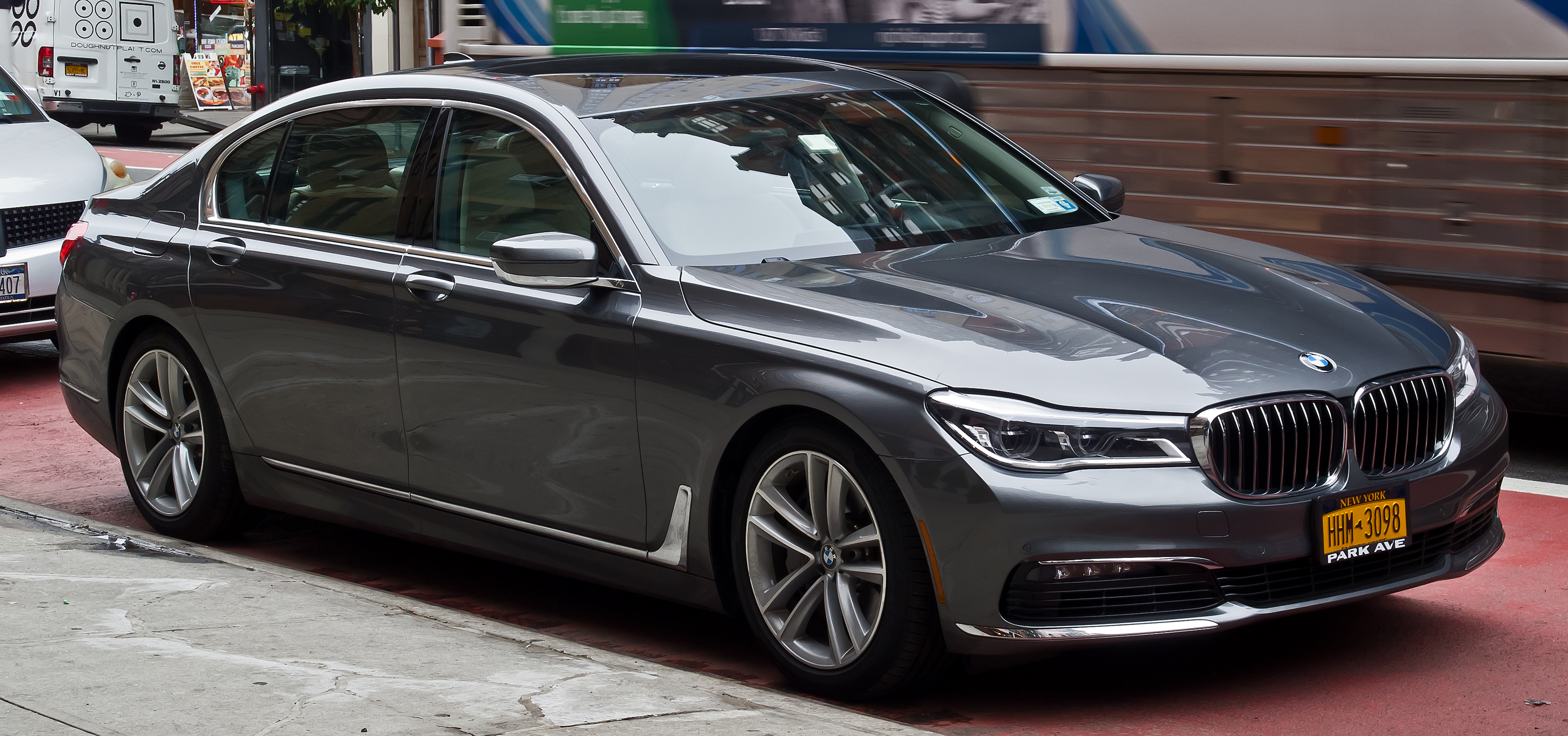
BMW 7 시리즈 정측면

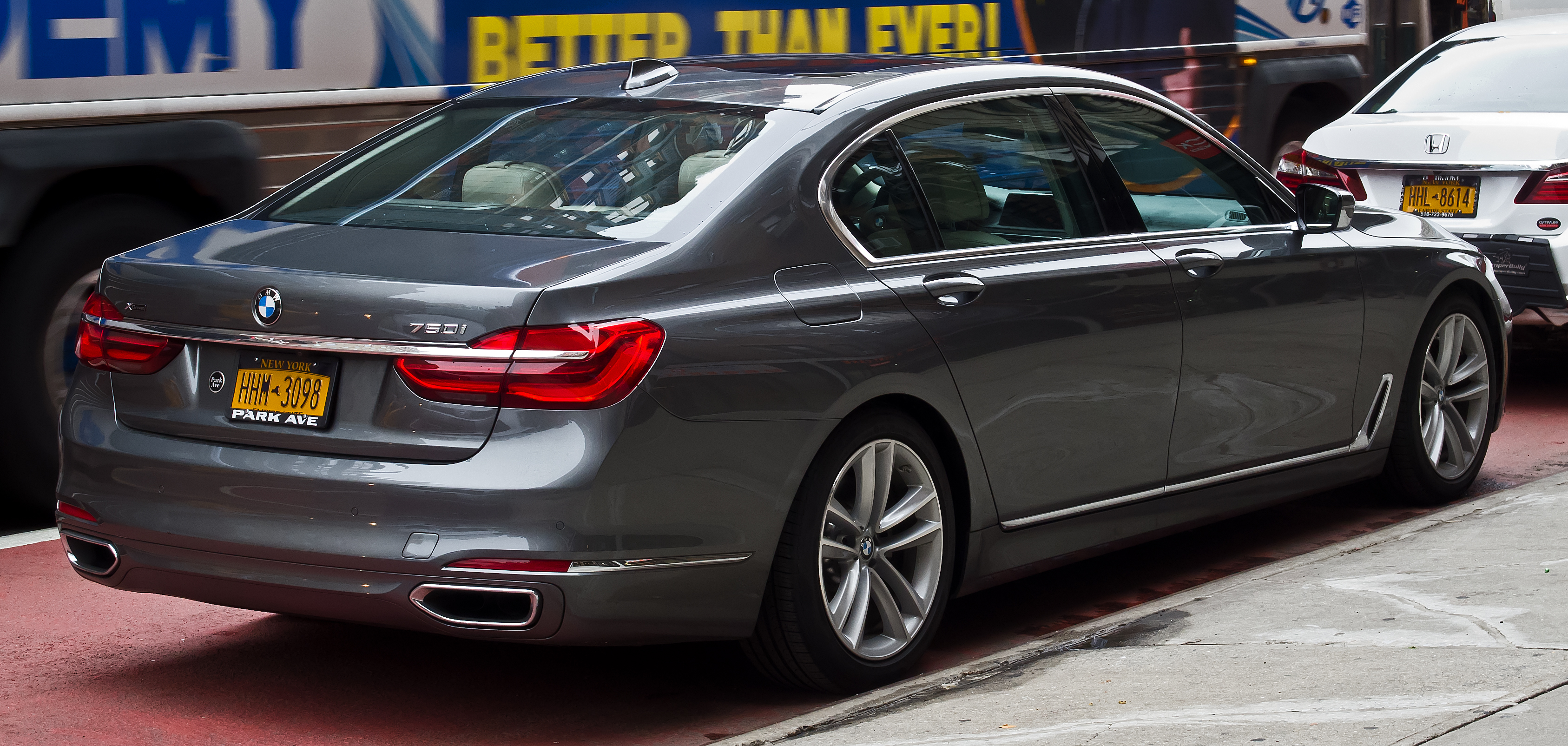
BMW 7 시리즈 후측면

2015년 6월에 풀 모델 체인지를 통해 코드명이 F+숫자에서 G+숫자로 변경되었으며, 코드네임 중 G11은 숏 바디 사양, G12는 롱 바디 사양이다. 조화로운 차체 비율과 정교한 라인을 바탕으로 하는 차별화된 존재감과 역동적이면서도 우아한 세련미를 가진 디자인에 카본 코어를 통한 경량화 설계가 이루어진 것이 특징이다. 터치 디스플레이와 제스처 컨트롤, 레이저 라이트 등의 신기술이 적용됐으며, 또한 LCD 디스플레이가 내장된 스마트 키가 적용됐는데, 주행 가능 거리 및 다양한 정보를 이 디스플레이를 통해 확인할 수 있을 뿐만 아니라 차 안에서 모바일 기기와 함께 충전이 가능하다. 플러그인 하이브리드는 2.0L 258마력 가솔린 터보 엔진과 70kw(95마력)급의 모터를 조합하였다. 가솔린 엔진은 직렬 6기통 3.0L 326마력 직분사 터보차저와 450마력 V8 4.4L 바이 터보, 610마력(페이스리프트 이후 585마력으로 디튠) V12 6.6리터 바이 터보를 사용하며, 디젤 엔진은 직렬 6기통 3.0L 터보차저 265마력~320마력을 사용한다. 여기에 ZF의 8단 자동변속기를 맞물리며, 후륜구동 및 4륜구동 중 하나를 선택할 수 있다. V12 6.6리터 바이 터보 엔진은 롤스로이스 고스트에 달리는 N74 유닛이며, 5세대 760Li에 장착된 터보 엔진(B60)의 배기량을 키운 것(B66)이다.
대한민국에는 2015년 10월 14일에 판매를 시작했으며, 3.0L 직렬 6기통 265마력 디젤 엔진을 얹은 730d와 730Ld, V8 4.4L 450마력 가솔린 터보차저 엔진을 얹은 750Li가 우선 들어왔고 모두 4륜구동(X드라이브)만 판매한다. 이후 플러그인 하이브리드와 M760i가 들어왔으며, 750은 760으로 대체됐다. 다만 환경 규제로 M760i는 모델 체인지 직전인 2022년 6월에 생산이 중지됐고, BMW는 M760i가 마지막으로 나오는 V12 엔진 7시리즈라고 발표했다.
2018년에 페이스리프트가 공개되었다. 헤드램프가 얇고, 키드니 그릴이 더 커지고, 디자인이 많이 변경되었다. 한국에서는 2019년 6월부터 출시되었다. 뒷좌석 모니터의 터치가 추가되었으며, 계기판이 기존보다 더 세련된 모습으로 바꿨다.
국내 출시가는 1억 3710만원부터 2억 3653만원까지 한다.

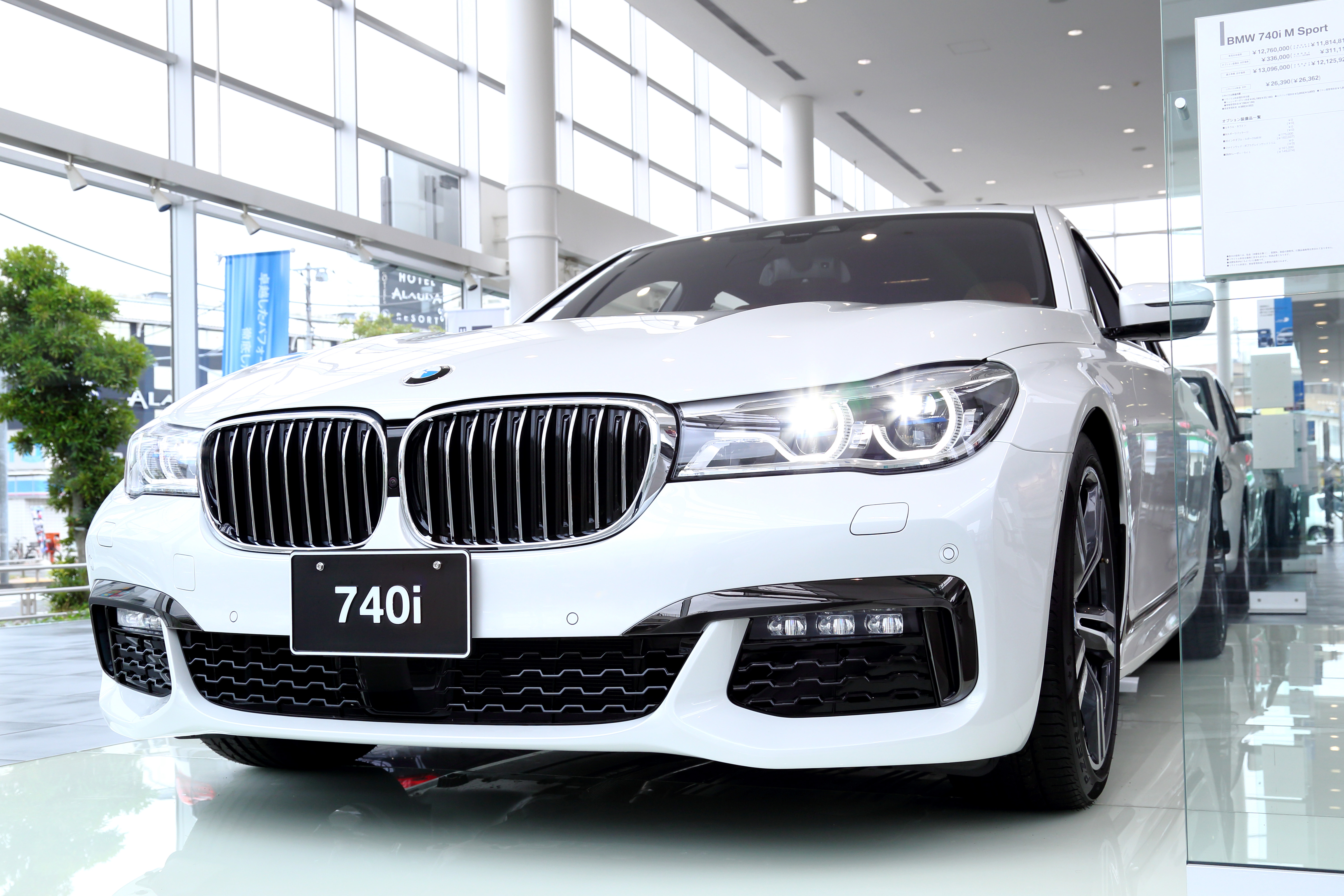
BMW 7 시리즈 M 스포트 패키지 정측면
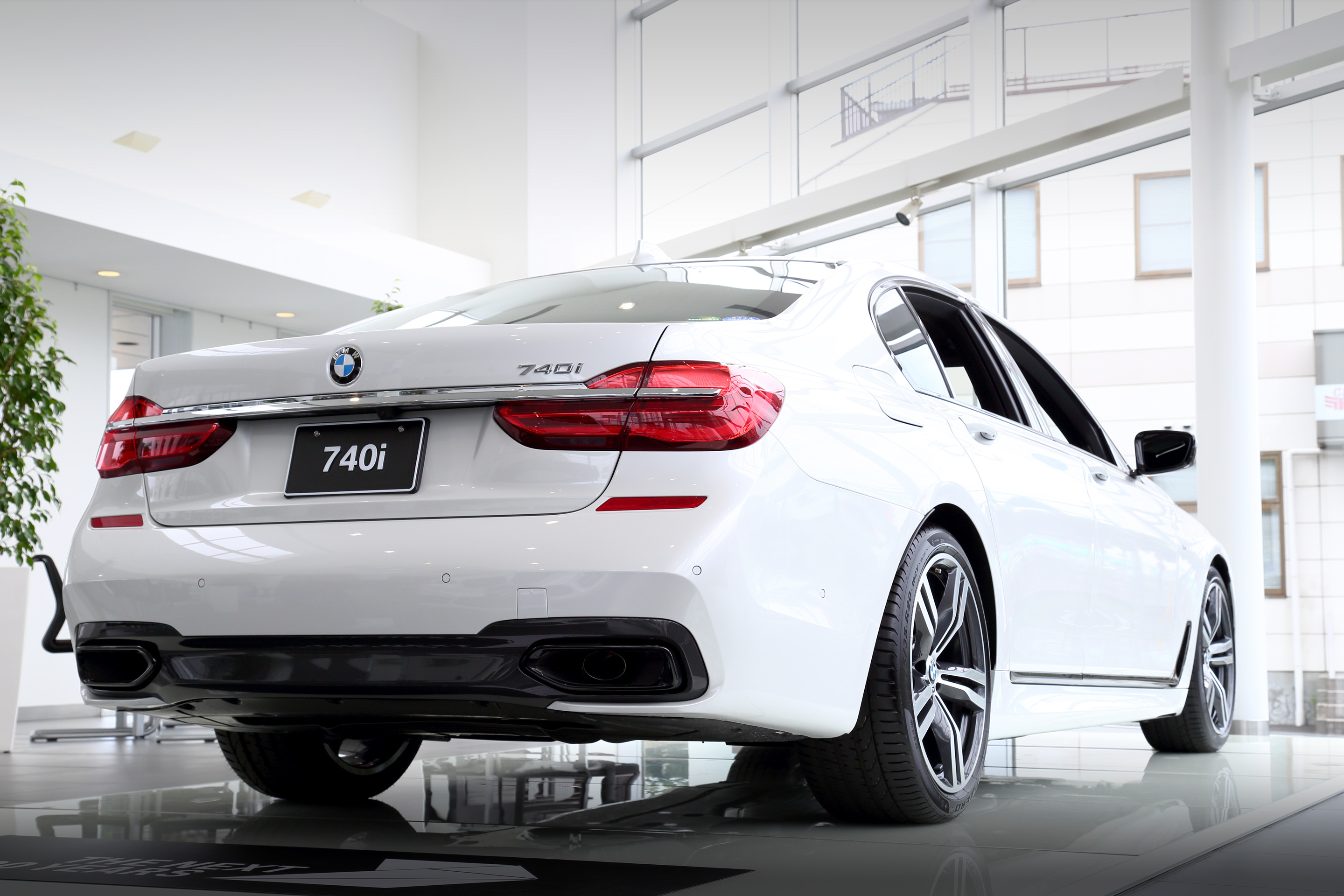
BMW 7 시리즈 M 스포트 패키지 후측면

## 7세대(G70)
2022년 4월에 첫 공개했다. 순수 전기 세단형 모델인 i7이 추가됐다.
자동변속기는 플로어체인지식을 유지하지만, 조이스틱 레버 대신 크리스털 토글 타입 전자식 변속 레버로 바꿨다.
BMW에서 예고한 것처럼, 7세대 7시리즈부터는 환경 규제로 V12 가솔린 엔진을 더 이상 적용하지 않는다. 또한 6세대에서 잠깐 선보였던 4기통 2.0리터 가솔린 터보 엔진도 7세대 7시리즈에서는 제외됐다.

## 경쟁 차량
- 메르세데스-벤츠 - S 클래스
- 아우디 - A8
- 렉서스 - LS
- 제네시스 - G90
- 마세라티 - 콰트로포르테